# Nathalie Naubert
Nathalie Naubert (de son véritable nom, Pierrette Picard) est une actrice québécoise.

## Biographie
Nathalie Naubert fut de la première classe choisie par Jan Doat, en 1956, lors de la fondation du Conservatoire d'art dramatique de Montréal. 
Nathalie Naubert a connu une riche carrière tout au théâtre où elle a joué du Molière, Racine, Tchekhov, Musset, Marcel Dubé, Shakespeare et bien d'autres. 
Sa carrière compte au-delà de 50 télé-théâtres, d'une dizaine de séries télévisées, de 23 productions théâtrales, en plus de plusieurs rôles dans des feuilletons radiophoniques. Elle enseigne depuis plus de 20 ans au Conservatoire d'art dramatique de Montréal.

## Filmographie
- 1958 : Les 90 Jours : Jacquie Dufault
- 1959 - 1963 : Joie de vivre (série télévisée) : rôle inconnu
- 1960 : La Côte de sable (série télévisée) : Hélène Paradis
- 1963 : Les Trois sœurs (TV)
- 1968: Moi et l'autre (Le Train de nuit): madame Lenormand (TV)
- 1971 : L'Amour en communauté (Pile ou face) : Stéphanie
- 1973 : Mademoiselle Julie
- 1975 : Cher Théo
- 1976 : Grand-Papa (série télévisée) : Dr. Louise Saucier
- 1980 - 1983 : Marisol (série télévisée)
- 1981 : Salut! J.W. (TV) : Anne Williamson
- 1982 : Une vie (série télévisée) : Madeleine Brossard
- 1991 : Nénette
- 1997 : Sous le signe du lion (série télévisée) : Clothilde Beaujeu

## Anecdotes
- Elle a étudié l'art dramatique avec Yvonne Duckett (Madame Audet).
- Elle a fait partie de la première cohorte du Conservatoire d'art dramatique de Montréal avec Clémence DesRochers. C'est elle qui a ensuite donné un envol à sa carrière à la présentant à Jacques Normand du Cabaret St-Germains-des-Près.